# Prionota (Prionota) xanthomelana
Prionota (Prionota) xanthomelana is een tweevleugelige uit de familie langpootmuggen (Tipulidae). De soort komt voor in het Oriëntaals gebied.